# Женская сборная Турции по водному поло
Женская сборная Турции по водному поло — национальная ватерпольная команда, представляющая Турцию на международной арене. Управляющей организацией является Федерация водного поло Турции (тур. Türkiye Sutopu Federasyonu, англ. Turkiye Water Polo Federation).

## Результаты выступлений

### Чемпионаты Европы
| Год       | Место          | И              | В              | Н              | П              | ГЗ             | ГП             | +/-            |
| --------- | -------------- | -------------- | -------------- | -------------- | -------------- | -------------- | -------------- | -------------- |
| 1985—2014 | не участвовали | не участвовали | не участвовали | не участвовали | не участвовали | не участвовали | не участвовали | не участвовали |
| 2016      | 12             | 6              | 0              | 0              | 6              | 18             | 132            | -114           |
| 2018      | 12             | 6              | 0              | 0              | 6              | 32             | 131            | -99            |
| 2020—2022 | не участвовали | не участвовали | не участвовали | не участвовали | не участвовали | не участвовали | не участвовали | не участвовали |
| 2024      | 13             | 5              | 2              | 0              | 3              | 42             | 45             | -3             |